# Turdus fuscater
Turdus fuscater là một loài chim trong họ Turdidae.